# 江田町 (小松島市)
江田町（えだちょう）は、徳島県小松島市の町名。郵便番号は773-0014。

## 地理
小松島市の北西端に位置する。北流する勝浦川によって中央部を分断され、西岸地域と東岸地域に分かれている。南は徳島南バイパスによって前原町に接し、西は徳島市と接する。東は新堀川を境として中田町に相対している。
国道55号が東部を走って徳島市と県南地方を結び、勝浦川の東岸堤防を徳島県道16号徳島上那賀線が走って那賀郡那賀町と結び、西岸の堤防を徳島県道212号新浜勝浦線が通過して勝浦郡勝浦町と結んでいる。
東岸地域は腰前を中心として農村集落が形成され、また国道55号に沿って商店が点在している。西岸地域は純農村地帯で農村集落が点在。両地域とも農業が主産業で、米作のほか露地野菜が栽培されている。

### 河川
- 勝浦川
- 新堀川
- 大松川

### 小字
- 大江田
- 沖須賀
- 腰前
- 敷地前
- 中道

## 歴史

### 江田村
江田村は江戸期から明治22年にかけて勝浦郡に存在した村。徳島藩領。江田村は勝浦川流域に位置するため、古来幾たびか大きな水害を被っている。慶応2年の大水は寅年の大水といわれ、その被害の大きさは長く後世に伝えられている。
明治4年（1871年）に徳島県、同年に名東県、1876年（明治9年）に高知県を経て1880年（明治13年）に再び徳島県に所属。

### 江田
江田は1889年（明治22年）から1957年（昭和32年）にかけて存在した大字名。はじめは小松島村、1907年（明治40年）より小松島町、1951年（昭和26年）からは小松島市の大字となる。大正期から昭和初期にかけて、稲作のほかに養蚕やわら加工品の生産も行われた。

### 現在
1957年（昭和32年）より現在の小松島市江田町となる。勝浦川の東岸部は国道55号に沿って市街化が進み商店街が形成されているが農業も稲作のほか畜産が行われている。西岸部は純農村で稲作のほか、畜産・野菜栽培が行われている。

## 世帯数と人口
2022年（令和4年）7月31日現在の世帯数と人口は以下の通りである。
| 町丁   | 世帯数  | 人口  |
| ------ | ------- | ----- |
| 江田町 | 817世帯 | 383人 |

## 小・中学校の学区
市立小・中学校に通う場合、学区は以下の通りとなる。
| 番地                       | 小学校                                                                   | 中学校                                                                     |
| -------------------------- | ------------------------------------------------------------------------ | -------------------------------------------------------------------------- |
| 大江田(国道55号以西)       | 小松島市立児安小学校                                                     | 小松島市立小松島中学校                                                     |
| 腰前、大江田(国道55号以東) | 小松島市立千代小学校                                                     | 小松島市立小松島中学校                                                     |
| 敷地前、中道               | 小松島市立千代小学校(区域外就学協議地区(徳島市大松小学校に転入学可能。)) | 小松島市立小松島中学校(区域外就学協議地区(徳島市南部中学校に転入学可能。)) |

## 施設
- ぶつだんのもり本社
- 開基神社
- 宝聚寺（真言宗大覚寺派）

## 交通

### 道路

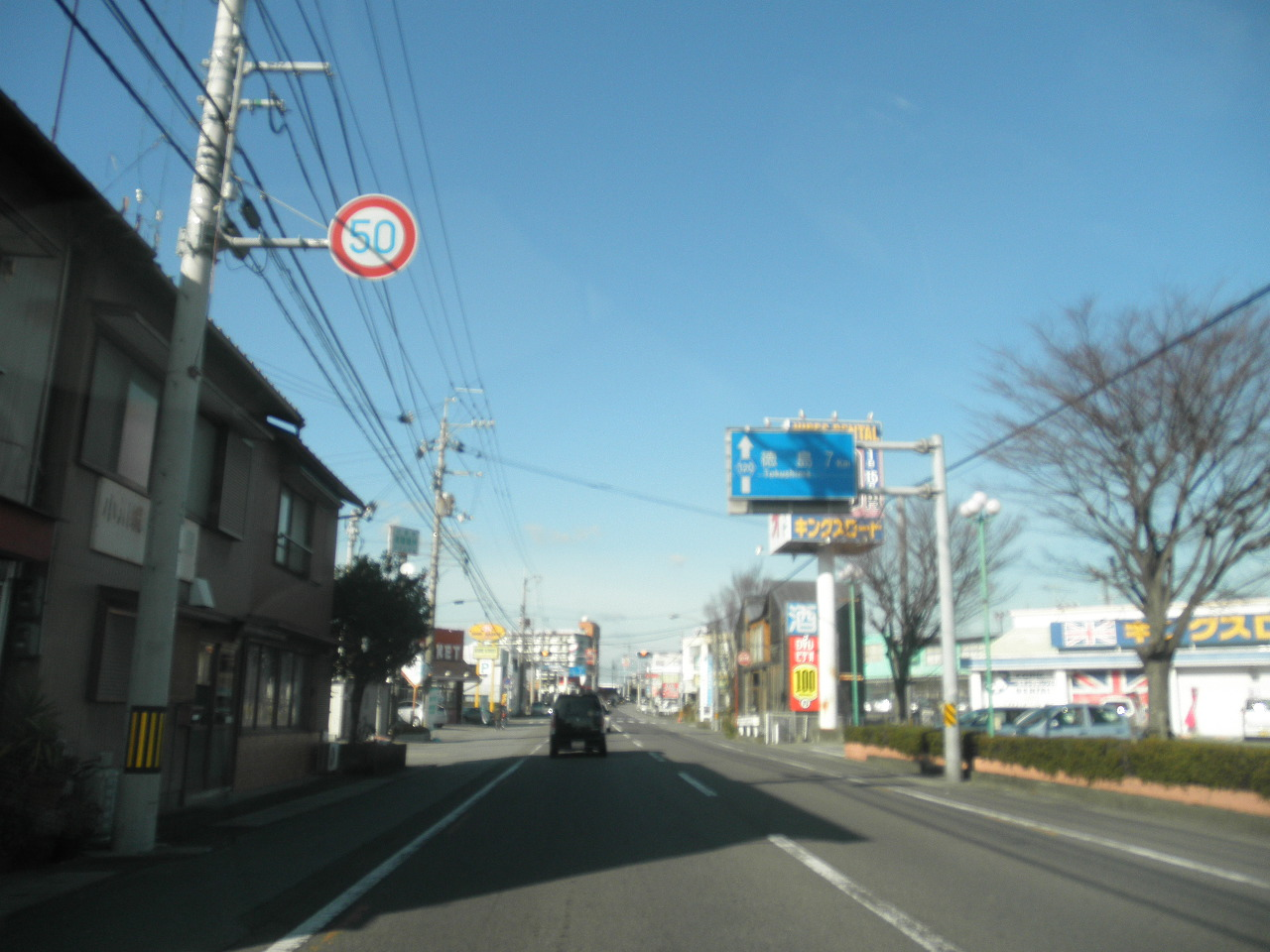
徳島県道120号徳島小松島線

国道
- 国道55号（徳島南バイパス）

都道府県道
- 徳島県道16号徳島上那賀線
- 徳島県道17号小松島港線
- 徳島県道120号徳島小松島線
- 徳島県道136号宮倉徳島線
- 徳島県道212号新浜勝浦線